# Hamdi Salihi
Hamdi Salihi (19 de Janeiro de 1984) é um ex-futebolista albanês que atuava como atacante. 

## Títulos
KF Tirana
- Superliga Albanesa: 2007
- Copa da Albânia: 2006

## Prêmios individuais
- Artilheiro da Superliga Albanesa: 2006 (29 gols)